# Konrad II. (Meranien)
Konrad II. von Meranien (auch Konrad III. von Dachau; † 8. Oktober 1182) war Herzog von Meranien und Graf von Dachau. Er war ein Sohn von Konrad II. von Dachau, der als Konrad I. auch Herzog von Meranien war. Seine Mutter kann nicht eindeutig zugeordnet werden, da sein Vater zweimal verheiratet war. Mit ihm endete die Linie Dachau-Meranien, eine Nebenlinie der Wittelsbacher.

## Leben
Konrad erbte von seinem Vater 1159 das Herzogtum Meranien. Dabei fällt auf, dass er anders als sein Vater nur noch Herzog von Meranien genannt wurde, Kroatien und Dalmatien waren ihm offensichtlich abhandengekommen.
Sein Vormund war zunächst sein Onkel Arnold III. von Dachau. Konrad war eine treue Stütze der Staufer, trat aber ansonsten wenig in Erscheinung. Seine Tage verbrachte er meist auf der Burg Dachau, er nannte sich selbst nur noch Herzog von Dachau. Er starb im Jahr 1182 kinderlos. Deshalb ging die Grafschaft Dachau an Herzog Otto I. von Wittelsbach, das Herzogtum Meranien fiel bald nach dem Sturz Heinrichs des Löwen 1180 und spätestens mit Konrads Tod an das mit ihm verwandte Haus Andechs.
Dies war das Ende der Wittelsbacher Linie Scheyern-Dachau, die Nebenlinie Dachau-Valley bestand weiter.

## Familie
Konrad heiratete Udilhilde (Adelheid) von Tübingen, Tochter des Pfalzgrafen Hugo von Tübingen. Aus der Ehe gingen keine Kinder hervor.
Udilhilde verkaufte die Dachauer Burg samt Herrschaft um „10 Mark Gold und 900 Pfund Pfennigen“ kurz nach dem Tod ihres Mannes an Otto I.